# Jana Peroutková
Jana Peroutková (* 6. listopadu 1989 Benešov) je česká novinářka a moderátorka České televize. Od března 2020 moderuje Interview ČT24, od září analyticko-zpravodajský pořad Události, komentáře na ČT24 a od října téhož roku i hlavní zpravodajskou relaci Události. Od listopadu roku 2022 je taky moderátorkou podcastu Kavky.

## Život
Pochází ze středočeských Čechtic, kde vychodila základní školu. Odtud zamířila do Čáslavi, kde navštěvovala gymnázium. Věnovala se atletice a za juniorské družstvo AC Čáslav. Na Juniorském a dorosteneckém mistrovství republiky 2006 v Ostravě získala stříbrnou medaili ve štafetě na čtyřikrát 400 metrů.
Po gymnáziu vystudovala sociologii na Filozofické fakultě Univerzity Karlovy. V roce 2023 pak úspěšně absolvovala magisterský obor politologie na Metropolitní univerzitě v Praze a získala titul Mgr.
Věnovala se rovněž hasičskému sportu v SDH Čechtice a v roce 2010 získala titul Miss Hasička.
V rámci České televize začínala v roce 2012 jako asistentka editora Událostí, pak se přesunula do zpravodajské směny, kde začala se vstupy. Přinášela informace především z Úřadu vlády a Poslanecké sněmovny. Podílela se i na moderování z volebních štábů v roce 2017, 2018 a 2020. Působila rovněž jako moderátorka pořadů Studio 6 a Události v regionech. Kultivovanost jejího projevu opakovaně hodnotila kladně jazyková lektorka Jana Postlerová. Po návratu z rodičovské dovolené v roce 2019 se věnovala kontinuálnímu vysílání Studia ČT24 a pořadu 90' ČT24. Na jaře 2020 se začala podílet na přípravě živého vysílání Interview ČT24. V polovině července vedla rozhovor se slovenským premiérem Igorem Matovičem, vysílaný ze slovenského Úřadu vlády v Bratislavě. Na výročí vzniku Československa 28. října 2021 Česká televize odvysílala její rozhovor se slovenskou prezidentkou Zuzanou Čaputovou a slovenským premiérem Eduardem Hegerem natáčený v Bratislavě.
V září zároveň postoupila jako moderátorka do analyticko-zpravodajského pořadu Události, komentáře na ČT24 a 29. října 2020 posílila moderátorský tým hlavní zpravodajské relace České televize Události. Po odchodu Daniely Písařovicové z ČT ke konci roku 2020 se od začátku roku 2021 stala trvalou součástí moderátorské sestavy Událostí. V týmu Událostí, komentářů se začala zaměřovat i na moderování speciálních pořadů vysílaných při výjimečných příležitostech. Dne 17. listopadu 2020 šlo kupříkladu o speciál k výročí Sametové revoluce, v červenci šlo o speciál věnovaný ničivému tornádu na jižní Moravě natáčený v Moravské Nové Vsi, v prosinci 2021 pak speciál k 10 letům od úmrtí Václava Havla a 1. března 2022 odmoderovala Události, komentáře Válka na Ukrajině, jejichž součástí byly rozhovory s premiérem Petrem Fialou, předsedy obou komor parlamentu Milošem Vystrčilem a Markétou Pekarovou Adamovou a expremiérem a předsedou nejsilnější opoziční strany Andrejem Babišem. Od roku 2022 moderuje českotelevizní podcast Kavky.
Má dvě děti Isabelu a Johanu s partnerem Jakubem Podaným.

## Autorka
- Petr Švec, Jana Peroutková, Restart (kniha rozhovorů), 304 s., Kniha Zlín, 2022, ISBN 978-80-7662-409-2

## Fotogalerie

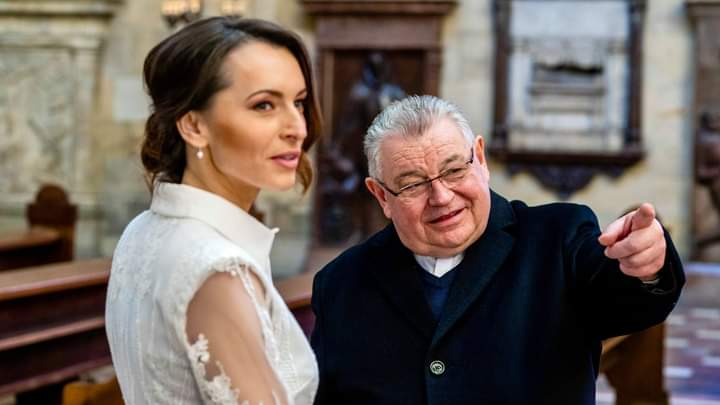
Velikonoční rozhovor s Dominikem Dukou v katedrále sv. Víta (2021)
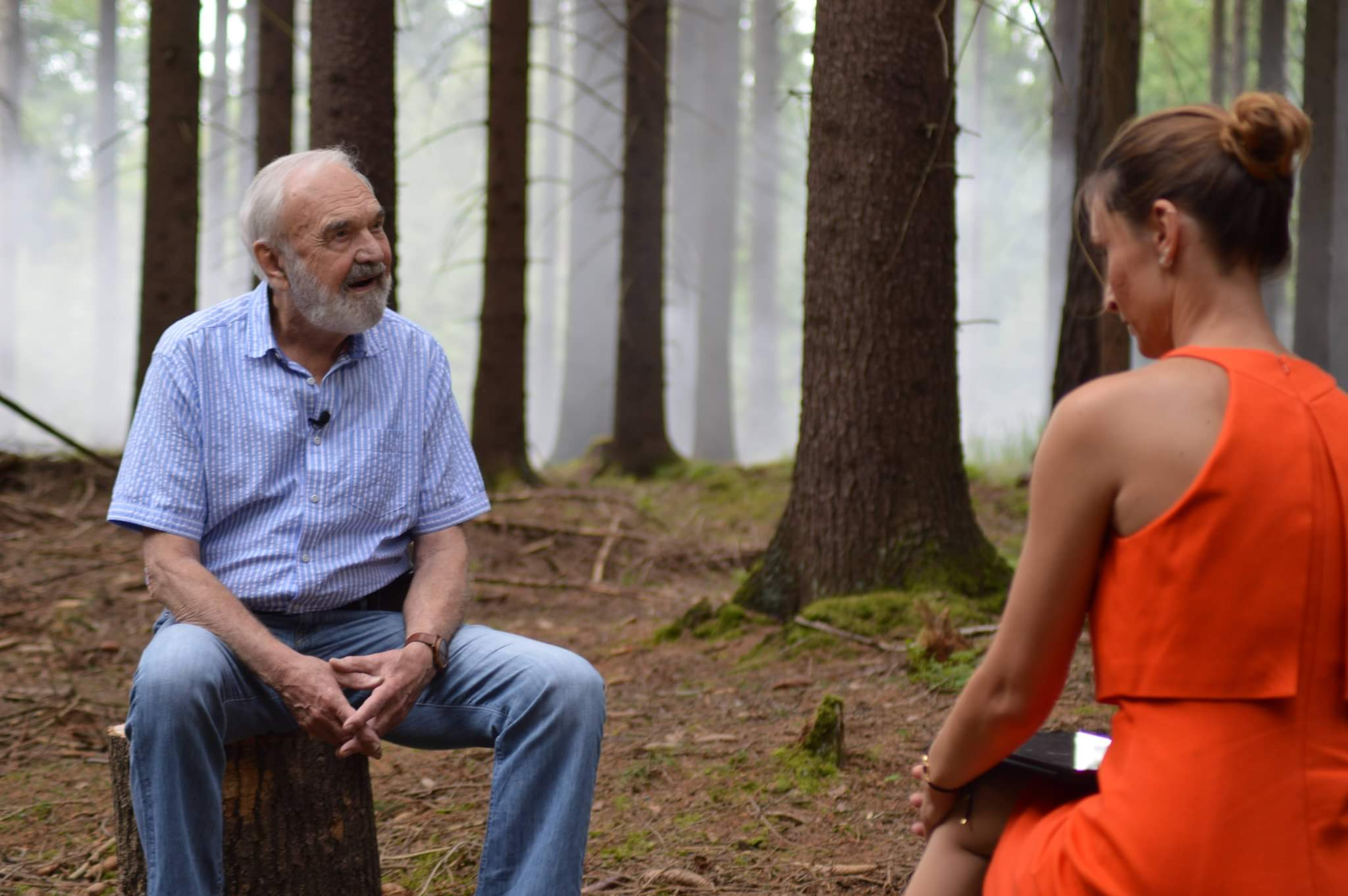
Rozhovor se Zdeňkem Svěrákem pro Interview ČT24 v lese u Čechtic (2021)
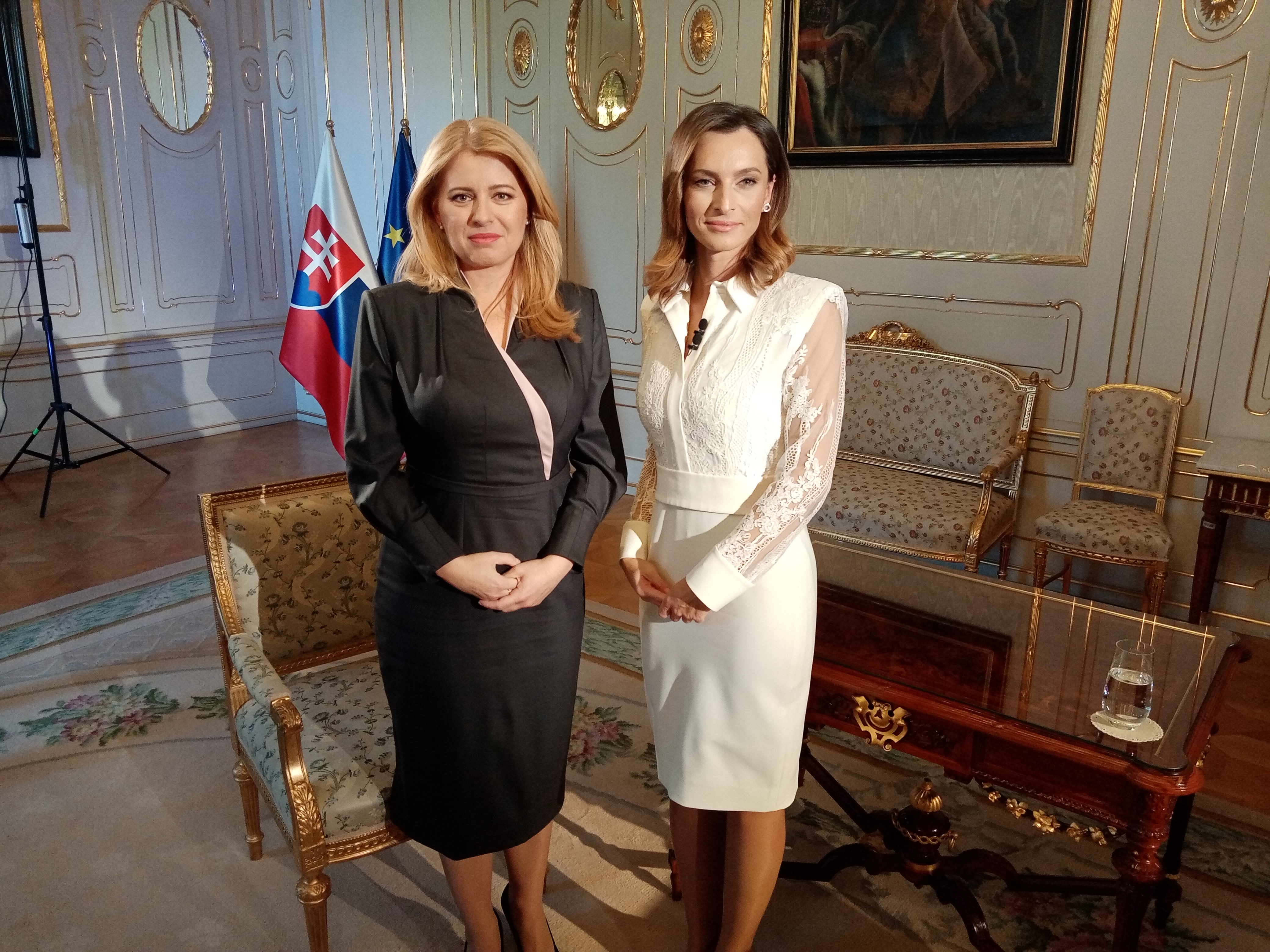
Rozhovor se Zuzanou Čaputovou v Bratislavě (2021)